# Ernolsheim-Bruche
Ernolsheim-Bruche je občina v departmaju Bas-Rhin francoske regije Alzacija.
Leta 2011 je v občini živelo 1.717 oseb oz. 261 oseb/km².